# Conopobathra gravissima
Conopobathra gravissima är en fjärilsart som först beskrevs av Edward Meyrick 1912.  Conopobathra gravissima ingår i släktet Conopobathra och familjen styltmalar.
Artens utbredningsområde är:
- Kenya.
- Namibia.
- Papua Nya Guinea.
- Thailand.
- Zimbabwe.

Inga underarter finns listade i Catalogue of Life.